# Tepperotettix reliqua
Tepperotettix reliqua är en insektsart som beskrevs av Rehn, J.A.G. 1952. Tepperotettix reliqua ingår i släktet Tepperotettix och familjen torngräshoppor. Inga underarter finns listade i Catalogue of Life.